# 계서야담
계서야담(溪西野談)은 조선 영조-순조 사이에 편찬된 편자 미상의 설화집이다. 내용은 그때까지 전하던 기사(奇事)·이문·우스운 이야기들을 보고 들은 대로 기록한 것이다. 이희준이 지었다는 설과 그의 형인 계서 이희평이 찬했다는 설이 있다.